# Mirosława Rutkowska-Krupka
Mirosława Wanda Rutkowska-Krupka (ur. 13 marca 1945 w Tczewie) – polska ekonomistka i działaczka samorządowa, w latach 1994–1998 prezydent Piły.

## Życiorys
Z wykształcenia jest ekonomistką. W 2011 uzyskała na Uniwersytecie Ekonomicznym w Poznaniu stopień doktora nauk ekonomicznych na podstawie napisanej pod kierunkiem Bohdana Gruchmana pracy pt. Czynniki rozwoju gospodarczego Piły w świetle przemian ustrojowych państwa. W czasach PRL pracowała m.in. na dyrektorskim stanowisku w Wydziale Zatrudnienia i Spraw Socjalnych Urzędu Wojewódzkiego w Pile. W latach 1994–1998 była delegatką samorządu miejskiego do Sejmiku Samorządowego Województwa Pilskiego, sprawując jednocześnie funkcję prezydenta Piły. Później przez cztery lata była wiceprezydentem miasta. W 2001 kandydowała do Sejmu z listy Polskiego Stronnictwa Ludowego. W wyborach w 2006 bez powodzenia ubiegała się o ponowny wybór na funkcję prezydenta z ramienia komitetu „Nasza Piła”. Uzyskała jednocześnie mandat radnej, obejmując funkcję wiceprzewodniczącej rady miejskiej. W 2010 w kolejnych wyborach została radną powiatu z listy Platformy Obywatelskiej. W 2014 i 2018 uzyskiwała mandat radnej sejmiku wielkopolskiego V i VI kadencji.